# Kéknyelű
Le Kéknyelű est un cépage blanc estimé de Hongrie, cultivé en petite quantité à Badacsony dans la région du lac Balaton. Selon le catalogue VIVC, il n'est pas identique au cépage italien Picolit.
Son nom désigne également un style de vin, ce qui explique probablement sa notoriété sans rapport avec les volumes produits. Il produit des vins blancs de bonne qualité. Les vins sont légèrement épicés et moyennement alcooliques.

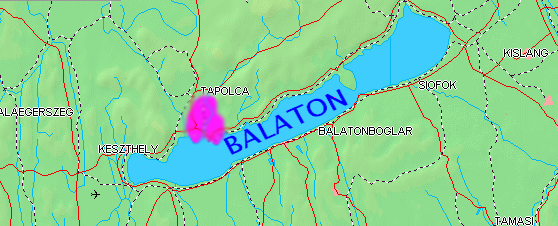
Le vignoble de Badascony

## Synonymes
Le Kéknyelű est également connu sous les noms de Blaustängler et Blaustengler.